# Rząd Kiriła Petkowa
Rząd Kiriła Petkowa – 99. rząd w historii Bułgarii funkcjonujący od 13 grudnia 2021 do 2 sierpnia 2022.
Wybory z kwietnia 2021 oraz z lipca 2021 nie doprowadziły w Bułgarii do wyłonienia nowej koalicji rządowej. Prezydent Rumen Radew dwukrotnie powoływał w konsekwencji rządy przejściowe, na czele których stawał Stefan Janew. W kolejnych wyborach z listopada 2021 najwięcej mandatów w parlamencie uzyskało nowe ugrupowanie Kontynuujemy Zmianę (PP) założone przez dwóch ministrów pierwszego z technicznych gabinetów – Kiriła Petkowa i Asena Wasilewa. Formacja ta uzgodniła utworzenie nowego rządu z ruchem Jest Taki Lud (ITN), Bułgarską Partią Socjalistyczną (BSP) i liberalną koalicją Demokratyczna Bułgaria (DB).
11 grudnia 2021 Kirił Petkow otrzymał misję utworzenia rządu. Jeszcze tego samego dnia zaprezentował ostateczną listę członków gabinetu. 13 grudnia Zgromadzenie Narodowe udzieliło rządowi wotum zaufania (większością 134 głosów za przy 104 głosach przeciw).
W czerwcu 2022 partia ITN opuściła koalicję rządową. 22 czerwca tegoż roku parlament przegłosował wotum nieufności wobec rządu. W parlamencie nie stworzono nowego porozumienia większościowego, na skutek czego prezydent 1 sierpnia 2022 zarządził przedterminowe wybory i powołał rząd techniczny, na czele którego (od 2 sierpnia 2022) stanął Gyłyb Donew.

## Skład rządu
- premier: Kirił Petkow (PP)[12]
- wicepremier ds. polityki klimatycznej, minister ochrony środowiska i zasobów wodnych: Borisław Sandow (DB)
- wicepremier, minister rozwoju regionalnego i robót publicznych: Grozdan Karadżow (ITN)
- wicepremier ds. funduszy europejskich, minister finansów: Asen Wasilew (PP)
- wicepremier, minister gospodarki i przemysłu: Kornelija Ninowa (BSP)
- wicepremier ds. efektywnego zarządzania: Kalina Konstantinowa (PP)
- minister spraw wewnętrznych: Bojko Raszkow (PP)
- minister pracy i polityki socjalnej: Georgi Gjokow (BSP)
- minister rolnictwa: Iwan Iwanow (BSP)
- minister obrony: Stefan Janew (PP, do marca 2022), Dragomir Zakow (PP, od marca 2022)
- minister zdrowia: Asena Serbezowa (PP)
- minister edukacji i nauki: Nikołaj Denkow (PP)
- minister spraw zagranicznych: Teodora Genczowska (ITN)
- minister sprawiedliwości: Nadeżda Jordanowa (DB)
- minister ds. e-administracji: Bożidar Bożanow (DB)
- minister kultury: Atanas Atanasow (PP)
- minister innowacji i wzrostu: Danieł Łorer (PP)
- minister transportu i komunikacji: Nikołaj Sybew (PP)
- minister turystyki: Christo Prodanow (BSP)
- minister energetyki: Aleksandyr Nikołow (ITN)
- minister młodzieży i sportu[13]: Radostin Wasilew (ITN)